# Чернов, Михаил Александрович
Михаи́л Александро́вич Черно́в (8 (20) ноября 1891, Вичуга — 15 марта 1938, Расстрельный полигон «Коммунарка») — советский государственный деятель, нарком земледелия СССР в 1934-1937 гг.

## Ранние годы
Родился 8 (20) ноября 1891 г. в с. Тезино Костромской губ. (с 1925 г. в составе г. Вичуги) в семье ткачей.
В 1909 вступил в РСДРП (меньшевиков). В 1911 г. закончил экстерном гимназию в Костроме. В 1913—1917 учился на математическом отделении физико-математического факультета Московского университета (не окончил). Здесь близко сошёлся с Дмитрием Фурмановым (который учился в университете в 1912—1914 гг.).
В 1914 в Иваново-Вознесенске родилась дочь Мария. Жена Надежда Николаевна работала фельдшером земской больницы.
В 1916 — преподаватель (вместе с другом Д. Фурмановым) на рабочих курсах в Иваново-Вознесенске.

## Участие в Революции и гражданской войне
3 июня 1918 был организован «Комитет по учреждению Иваново-Вознесенского политехнического института» (на базе эвакуированного Рижского политехнического института). Председателем был утверждён М. Фрунзе, а секретарём (управляющим делами) комитета был назначен М. Чернов.
В 1919 стал членом РСДРП (интернационалистов), с 1920 — член РКП(б). С 1920 работал заведующим Иваново-Вознесенским губернским отделением госконтроля и заведующим губернским отделом народного образования.
8 − 16 марта 1921 — делегат X съезда РКП(б) от Иваново-Вознесенской губернии, с решающим голосом.

## Послевоенная работа
В 1921—1922 — ответственный секретарь Иваново-Вознесенского губернского комитета РКП(б).
В 1922—1923 — председатель Исполнительного комитета Иваново-Вознесенского губернского Совета.
В 1923—1925 — председатель Исполнительного комитета Донецкого губернского Совета в Артемовске.
С 15 июня 1925 по 1928 народный комиссар внутренней торговли Украинской ССР
В 1928—1930 член коллегии Народного комиссариата торговли СССР
В 1929—1930 начальник Фуражного отдела и Садово-огородной инспекции Народного комиссариата торговли СССР.
В 1930 году работал председателем Правления объединения «Союзхлеб».
В 1930—1932 заместитель народного комиссара снабжения СССР.
С 1932 по апрель 1933 заместитель председателя Комитета заготовок при СНК СССР.
С апреля 1933 по апрель 1934 председатель Комитета по заготовкам сельскохозяйственных продуктов при СНК СССР (КомзаготСТО).
26 января — 10 февраля 1934 — делегат XVII-го съезда ВКП(б) от КомзаготСТО, с совещательным голосом.
10 февраля 1934 — 8 декабря 1937 — член ЦК ВКП(б) (выведен из состава членов ЦК Постановлением пленума ЦК ВКП(б) опросом 4-8 декабря 1937).

## Нарком земледелия СССР
10 апреля 1934 — 29 октября 1937 работал народным комиссаром земледелия СССР.
«На годы его руководства Наркомземом Союза пришелся основной период второй пятилетки, задачей которой в аграрном секторе страны стало укрепление материально-технической базы колхозного строя. Результаты деятельности М. И. Чернова видны по итогам второй пятилетки. Валовые сборы зерна составили в 1937 г. 94,7 против 68,4 млн т в 1933 г. Урожайность соответственно 9,3 и 6,7 ц с гектара. Сельское хозяйство добилось некоторых успехов и в производстве ведущих технических культур. Валовая продукция технических культур колхозов в неизменных ценах 1926—1927 г. составила 926,3, в 1935 г.-1213,9, в 1936 г. — 1440,1 и в 1937 г. — 1622,4 млн руб.» (из книги В. И. Черноиванова «Полтора века аграрных проблем. Сельскохозяйственное ведомство России в лицах. 1837—2005», М. 2006).
17 февраля 1935 выступил с докладом «О работе Комиссии по примерному уставу сельскохозяйственной артели» на II Всесоюзном съезде колхозников-ударников, в котором он озвучил предложение комиссии организовать в 1937 году Всесоюзную сельскохозяйственную выставку. В этот же день СНК СССР и ЦК ВКП(б) (за подписью Молотова и Сталина) приняли постановление об организации выставки.
17 августа 1935 — постановлением СНК СССР для руководства строительством и организацией ВСХВ (будущее ВДНХ) создан Выставочный Комитет, председателем которого утверждён М. Чернов.
21 апреля 1936 — принято постановление СНК СССР о «Всесоюзной сельскохозяйственной выставке 1937 г.» с датой открытия выставки 6 июля 1937 г. Но организационные и политические обстоятельства сложились так, что открытие выставки сначала перенесли на 1938 г., а затем на 1939 г.

## Репрессии и реабилитация
7 ноября 1937 был арестован. В качестве обвиняемого привлечен к открытому фальсифицированному процессу по делу «Антисоветского правотроцкистского блока». Вскоре были арестованы все члены его семьи: жена и дети.
13 марта 1938 Военной коллегией Верховного суда СССР М. Чернов (вместе с Бухариным, Рыковым и другими) приговорён к расстрелу, с конфискацией всего лично принадлежавшего ему имущества.
15 марта 1938 — расстрелян. Похоронен на «Коммунарке» (Московская область).
21 апреля 1938 — на судебном процессе Мария, дочь Чернова, открыто заявила, что все показания она дала «под давлением», и что её отец, она сама оклеветаны. В этот же день она была расстреляна (в возрасте 23 лет). Похоронена на «Коммунарке».
1942 — в магаданском лагере погиб Михаил, сын Чернова (арестованный в 1937 году в Хабаровске).
4 февраля 1988 — постановлением пленума Верховного суда СССР Михаил Чернов (вместе с Бухариным, Рыковым и другими) реабилитирован (приговор был отменён, и дело за отсутствием состава преступления прекращено).